# Liste der Biografien/Gep
Liste der Biografien |
Portal Biografien |
Personensuche
# |
A |
B |
C |
D |
E |
F |
G |
H |
I |
J |
K |
L |
M |
N |
O |
P |
Q |
R |
S |
T |
U |
V |
W |
X |
Y |
Z |
?
 
Ga |
Gb |
Gc |
Gd |
Ge |
Gf |
Gh |
Gi |
Gj |
Gk |
Gl |
Gm |
Gn |
Go |
Gp |
Gq |
Gr |
Gs |
Gu |
Gv |
Gw |
Gy |
Gz
 
Gea |
Geb |
Gec |
Ged |
Gee |
Gef |
Geg |
Geh |
Gei |
Gej |
Gek |
Gel |
Gem |
Gen |
Geo |
Gep |
Ger |
Ges |
Get |
Geu |
Gev |
Gew |
Gex |
Gey |
Gez
Die Liste der Biografien führt alle Personen auf, die in der deutschsprachigen Wikipedia einen Artikel haben. Dieses ist eine Teilliste mit 40 Einträgen von Personen, deren Namen mit den Buchstaben „Gep“ beginnt.

## Gep

### Gepa
- Gepaipyris, thrakische Prinzessin und römische Klientelkönigin des Bosporanischen Reichs

### Gepe
- Gepeckh, Veit Adam von (1584–1651), Fürstbischof von Freising
- Geperidse, Amiran (* 1992), georgischer Eishockeyspieler

### Geph
- Gephardt, Dick (* 1941), US-amerikanischer Politiker der Demokratischen Partei
- Gephart, Werner (* 1949), deutscher Soziologe, Jurist, Maler

### Gepp
- Gepp, Christian (* 1972), österreichischer Politiker (ÖVP), Bürgermeister der Stadtgemeinde Korneuburg
- Gepp, Gerhard (1940–2024), österreichischer Illustrator, Maler und Grafiker
- Gepp, Johannes (* 1949), österreichischer Biologe, Zoologe, Entomologe, Ökologe, Hochschullehrer und Naturvermittler
- Gepp, Joseph (* 1982), österreichischer Wirtschaftsjournalist
- Geppert, Alexander C. T. (* 1970), deutscher Historiker
- Geppert, Anton (1829–1890), österreichischer Architekt und Ingenieur
- Geppert, Carl (1883–1937), böhmisch-österreichischer Film- und Bühnenschauspieler sowie Sänger und Filmproduzent
- Geppert, Carl Eduard (1811–1881), deutscher Klassischer Philologe; Historiker Berlins
- Geppert, Dagmar (* 1980), deutsche Schauspielerin
- Geppert, Denis (* 1976), deutscher Rennrodler
- Geppert, Dominik (* 1970), deutscher HistorikerDominik Geppert (* 1970)

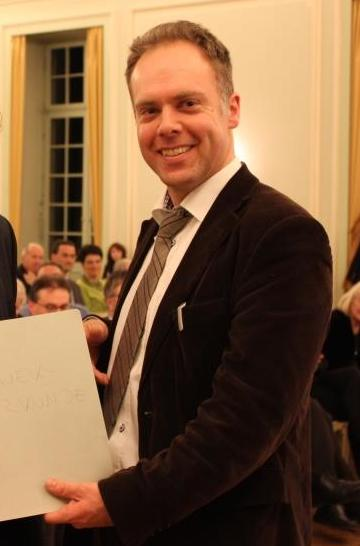
Dominik Geppert (* 1970)

- Geppert, Edyta (* 1953), polnische Sängerin
- Geppert, Eugeniusz (1890–1979), polnischer Maler, Hochschullehrer und Wiederbegründer der Kunstakademie in Breslau
- Geppert, Franz (1874–1952), deutscher Historiker und Gymnasiallehrer
- Geppert, Fred-Arthur (1925–1999), deutscher Schauspieler und Synchronsprecher
- Geppert, Hans Vilmar (* 1941), deutscher Germanist
- Geppert, Harald (1902–1945), deutscher Mathematiker
- Geppert, Heinrich (* 1953), deutscher Generalmajor
- Geppert, Johannes (1820–1890), deutscher Jurist und Parlamentarier
- Geppert, Julius (1856–1937), deutscher Pharmakologe
- Geppert, Karl (1884–1966), deutscher Politiker
- Geppert, Karlheinz (* 1955), deutscher Kulturwissenschaftler, Leiter des Kulturamts der Stadt Rottenburg am Neckar
- Geppert, Klaus (* 1941), deutscher Jurist und Hochschullehrer
- Geppert, Lotte (1883–1968), deutsche Sozialpädagogin und Leiterin der Mütterschule in München
- Geppert, Maria-Pia (1907–1997), deutsche Biostatistikerin
- Geppert, Mike (* 1964), Soziologe und Organisationsforscher
- Geppert, Paul der Ältere (1875–1965), österreichischer Architekt und Politiker
- Geppert, Richard (* 1963), deutscher Komponist, Produzent, Dirigent, Kapellmeister, Organist und Keyboarder
- Geppert, Viviane (* 1991), deutsche Moderatorin
- Geppert, Walter (* 1939), österreichischer Politiker (SPÖ)
- Gepperth, Franz (1912–1963), deutscher Politiker (GDP), MdL in Baden-Württemberg

### Gepr
- Geprägs, Ernst (1929–2011), deutscher Landwirt

### Gept
- Geptin, Eugen (* 1982), russisch-deutscher Besitzer und Redakteur der deutschen russischsprachigen Monatszeitung „Aussiedlerbote“
- Geptner, Wladimir Georgijewitsch (1901–1975), sowjetischer Zoologe (Mammaloge)
- Gepts, Willy (1922–1991), belgischer Pathologe und Diabetologe